# USS Bulkeley (DDG-84)
El USS Bulkeley (DDG-84), llamado así en honor al almirante John Duncan Bulkeley, es el 34.º destructor de la clase Arleigh Burke de la Armada de los Estados Unidos.

## Nombre
Su nombre USS Bulkeley honra al almirante John Duncan Bulkeley, que luchó en la guerra del Pacífico.

## Construcción
Fue colocada su quilla el 10 de mayo de 1999 y botado el 21 de junio de 2000. Fue asignado el 8 de diciembre de 2001.

## Historial de servicio

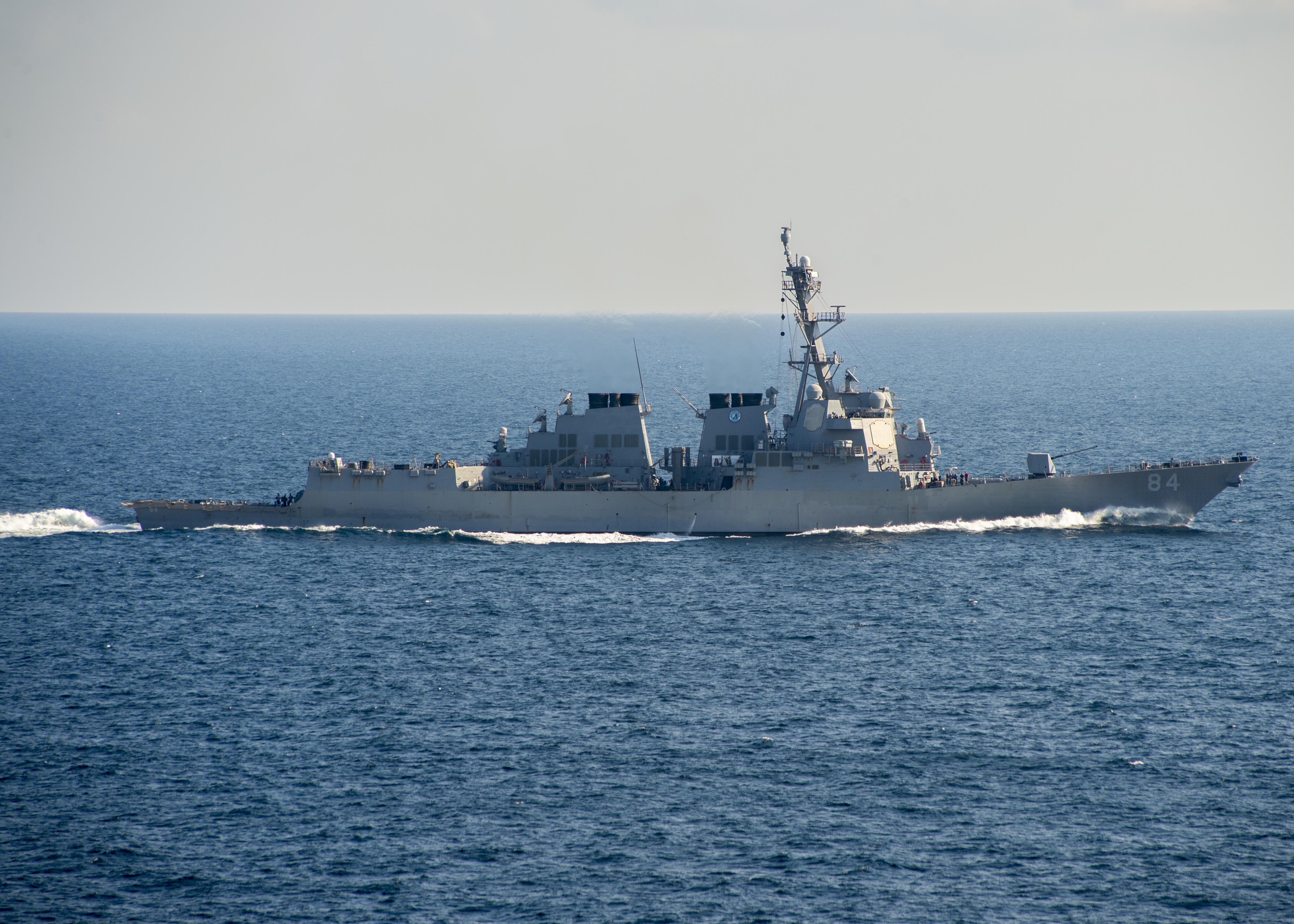
El USS Bulkeley (DDG-84) navegando en el año 2013.

Fue su apostadero la base naval de Norfolk (Virginia) hasta agosto de 2022 con el cambio a la base naval de Rota (España), donde será parte del Forward Deployed Naval Force-Europe.